# 雪 (テレビドラマ)
『雪』（ゆき）は、日本のテレビドラマ作品である。NHKの正月ドラマ（単発）として、1994年1月3日に放送された。
なお、本作は第31回ギャラクシー賞・テレビ部門大賞を受賞している。

## あらすじ
時代は明治か大正。
その冬、山むこうの村へ徒歩で向かう花嫁一行を豪雪が襲った。一行は途中の民家に避難するが、雪はいっこうに止む気配がない。
すぐに出発するつもりであった一行だが、やまぬ雪に春までその民家に足止めされることになる。
そのような中、長逗留のうちに民家の若者（香川照之）と山むこうへ向かう花嫁（中島ひろ子）が恋に落ちてしまう。
花嫁一行の大人達（フランキー堺）がそれを許さず、若者（香川）が花嫁一行の高価な所有物を盗ったという言いがかりをつけて邪魔をするが、結局二人は愛し合い、雪が溶けてもそこで暮らし続ける。

## キャスト
- ユキ：中島ひろ子
- 金太郎：香川照之
- 乙羽信子
- フランキー堺
- 新屋英子
- 塩見三省
- 佐々木愛
- 谷村昌彦
- 塩野谷正幸
- 田口浩正
- 古谷美央
- 金井大
- 谷川みゆき
- 横山美雪
- 岩田淳

## スタッフ
- 原作 - 武田麟太郎「雪のはなし」より
- 脚本 - 山内久
- 演出 - 樋口昌弘
- 音楽 - 近藤譲
- 邦楽担当 - 本條秀太郎
- 撮影技術 - 佐藤彰
- 制作統括 - 平山武之

## 受賞
- 平成6年度文化庁芸術作品賞
- 第31回ギャラクシー賞・テレビ部門大賞
- 第34回日本テレビ技術賞（撮影）
- 第5回上海テレビ祭最優秀ドラマ監督賞
- 第34回モンテカルロ国際テレビ祭特別賞